# Hydora annectens
Hydora annectens là một loài bọ cánh cứng trong họ Elmidae. Loài này được Spangler & Brown miêu tả khoa học năm 1981.